# Luigi Weiss
Luigi Weiss (Vattaro, 17 dicembre 1951) è un ex biatleta e scialpinista italiano, primo atleta azzurro a vincere una medaglia iridata nel biathlon.

## Biografia
Attivo dai primi anni settanta ai primi anni ottanta, membro delle Fiamme Oro di Moena e della Società degli alpinisti tridentini, nel 1975 vinse il Trofeo Mezzalama di sci alpinismo.
Durante la sua carriera nel biathlon prese parte a due edizioni dei Giochi olimpici invernali, Innsbruck 1976 (6° nella staffetta) e Lake Placid 1980 (18° nella 10 km, 9° nella staffetta), e a diverse edizioni dei Campionati mondiali, vincendo una medaglia.

## Palmarès

### Mondiali
- 1 medaglia:
  - 1 bronzo (sprint[4] a Ruhpolding 1979)

### Campionati italiani
- 12 medaglie:
  -  3 ori (sprint nel 1978; individuale nel 1979; sprint nel 1981)
  -  5 argenti (sprint nel 1976; individuale nel 1977; sprint nel 1979; individuale nel 1980; sprint nel 1982)
  -  4 bronzi (individuale nel 1973; sprint nel 1974; sprint nel 1975; individuale nel 1982)[senza fonte]